# 學園少女突襲者
《學園少女突襲者》是史克威爾艾尼克斯開發的手機遊戲，玩家在遊戲中要率領自己挑選出的女學生，與侵略世界的「妖魔（オブリ）」展開戰鬥；2018年5月8日重大更新後改稱《學園少女突襲者2》。
2016年10月正式發表製作動畫消息，《學園少女突襲者 Animation Channel》（Schoolgirl Strikers Animation Channel）是以第06小隊的故事為基礎，導演由錦織博擔任，動畫由J.C.STAFF製作。
2017年8月31日，推出延伸音樂遊戲《SCHOOLGIRL STRIKERS～光輝旋律～》，繁中與日文版同時上線，該遊戲日文版於2018年9月13日起終止營運，繁中版則到同年10月15日起終止營運，皆保留為單機版。
2025年9月29日，預定下午15時終止營運，保留為單機版。

## 登場角色

### 第01小隊 Caramel·Spica
以焦糖和角宿一命名。因團員間個性不合而解散。

### 第02小隊 Coconut·Vega
以椰子和織女星命名。為對付「急襲妖魔」的特化小隊，全員的戰鬥能力極高，戰鬥服為比基尼與迷彩塗裝的生存遊戲風格。
雪代鞠（聲：田野麻美）
高三生，生日是11月14日。
對一切漠不關心，對自己的性命也毫不在乎，是個充滿謎團的少女。
是個獨行俠，對迎合他人沒有興趣，但對任務是使命必達。
與諱的感情最好，本人認為與諱的距離感恰到好處。
攻擊屬性為爆擊，武器是火箭炮，戰鬥服顏色為白色。戰鬥上是小隊中的前鋒。
居吹諱（聲：小林優）
高三生，生日是7月4日。空手道社社員。
為前不良少女，過去有著「剎鬼的諱」的稱號，實際上是個心地善良、喜歡可愛東西與甜食的少女。
誠實面對著自己的過去，但也曾厭惡過自己的身體能力。
與鞠的感情最好，本人認為不能放任鞠不管。
攻擊屬性為打擊，武器是帶刀刃的拳套，戰鬥服顏色為黑色。戰鬥上是小隊的終結者。
不知火葉月（聲：富岡美沙子）
高三生，生日是5月1日。
一舉一動都帶有色氣的少女，時常接到來自各個女學生的諮詢，是個大姊姊般的角色。
雖然作為隊長，但葉月認為實際隊長是亞子。
時常對女生性騷擾，尤其是對涼子。
喜歡像第六小隊隊長椿芽那樣認真且嚴肅的女孩，原因是會越來越讓葉月想捉弄她。
休息日會戴眼鏡。有著看電視劇會自言自語且越來越激動的習慣。
攻擊屬性為斬擊，武器是兩把匕首，戰鬥服顏色為紅色。戰鬥上是小隊的統率。
東雲涼子（聲：山本希望）
高三生，生日是1月27日。
課業、運動能力、生活上都很普通的女孩，但對「普通」這個詞相當介意。父親是警官。
與第六小隊的悠水是好朋友。因為對任何事都有最直接的反應，所以時常擔任吐槽角色。
是鞠與諱憧憬的對象，但本人並不知情。
攻擊屬性為射擊，武器是兩把衝鋒槍，戰鬥服顏色為藍色。戰鬥上是緩和緊張的角色。
高嶺亞子（聲：桃野春菜）
高三生，生日是10月20日。新聞社社員。
善於情報蒐集，身上常帶著錄音筆與攝影機，時常與第六小隊的里佳交換情報。
被葉月評價為「比任何人都來得有能力」。
攻擊屬性為砲擊，武器是狙擊槍，戰鬥服顏色為黃色。戰鬥上是作戰策畫者。

### 第03小隊 Procyon·Pudding
以南河星和命名。
在第一小隊解散後緊急成立的小隊，一開始也有成員間鬧不和的問題，但漸漸地有了成果。戰鬥服為女僕裝。
桃川紗紗（聲：野中藍）
高一生，生日是11月13日。
是個文靜的大小姐，但卻喜歡殭屍、妖魔等一般人覺得可怕的東西，而且認為很可愛。天音說她是「天然呆」。
與逸美有很深的交情。放學後與逸美在緋之宮財團旗下的家庭餐廳「Maple Star 東月宿店」打工。
攻擊屬性為爆擊，武器為迫擊砲（但深怕自己會因誤爆等波及），戰鬥服顏色為銀色。
栗本遙（聲：村川梨衣）
高一生，生日是7月5日。田徑社社員。
擁有同年齡層中全國第一的跑速。不擅長思考，遇到不順心的事會以跑步來轉換心情。
是全角色中唯一有曬痕的角色。
攻擊屬性為打擊，武器為帶鑽頭的拳套，戰鬥服顏色為黑色。
杏橋天音（聲：伊瀨茉莉也）
高一生，生日是4月2日。
目標是成為偶像，空閒時會戴起隨身聽且練舞。對自己與他人都很嚴格，說話也很直接，常與他人產生不愉快。
與真乃是舊識，對其極為信賴。
非常愛貓，私底下會跟貓以幼兒語對話。
攻擊屬性為斬擊，武器為巨劍，戰鬥服顏色為紅色。
李野田真乃（聲：Lynn）
高一生，生日是8月17日。
是個遊戲愛好者，在遊戲公司裡打工。時常與第六小隊的真名和 Others 的幸子一起玩遊戲。
與天音是舊識，常輔助天音率領小隊，是小隊中的頭腦角色。
攻擊屬性為射擊，武器為手槍，戰鬥服顏色為藍色。
棗逸美（聲：內山夕實）
高一生，生日是1月3日。
為家中長女，有弟弟三人，父親是工人，母親已逝。
擅長家事、料理，為小隊中媽媽一般的存在。
與紗紗有很深的交情。放學後與紗紗在緋之宮企業旗下的家庭餐廳「Maple Star 東月宿店」打工。
攻擊屬性為砲擊，武器為格林機關槍，戰鬥服顏色為黃色。

### 第04小隊 Biscuit·Sirius
以餅乾和天狼星命名。以史上最強小隊自豪。戰鬥服為奇幻風格，特徵是全員的戰鬥服皆有雙翼。
灰島依咲里（聲：釘宮理惠）
高一生，生日是6月7日。
華賀利的雙胞胎姊姊，兩人皆為二穗的僕人。
患有虹膜異色症，左眼綠右眼黃。興趣是塔羅牌。與華賀利一同創辦「劇團 Eterno」。
對二穗以外的大部分人物都抱持著嚴苛的態度，但戰鬥時會引發受虐屬性。
攻擊屬性為爆擊，武器為妖精外型的浮游炮，戰鬥服為白與紫的蘿莉塔風。
灰島華賀利（聲：釘宮理惠）
高一生，生日是6月7日。
依咲里的雙胞胎妹妹，兩人皆為二穗的僕人。
患有虹膜異色症，左眼黃右眼綠。興趣是跳舞。與依咲里一同創辦「劇團 Eterno」。
對任何人都很順從，但戰鬥時會引發施虐屬性。
攻擊屬性為打擊，武器為脛甲，戰鬥服為黑與銀的蘿莉塔風。
緋之宮二穗（聲：木戶衣吹）
中學生，生日是11月8日。
為緋之宮家的大小姐。喜歡吃炒麵麵包，一不注意三餐都只會吃炒麵麵包。
有一哥哥，二穗很聽哥哥的話。因哥哥被逐出家門，遂由二穗成為緋之宮財團的繼承人。與楓為親戚關係。
比任何人都還在乎依咲里跟華賀利，對二穗來說，她們三人為平等關係。
與雪枝為總角之交。有著下定決心就要完成的性格。
攻擊屬性為斬擊，武器為德式雙手劍，戰鬥服為紅與金的中世紀連衣裙。
蒼井雪枝（聲：牧野由依）
中學生，生日是2月6日。
家境平凡，因搬家到緋之宮家附近，進而認識二穗（契機是炒麵麵包）。
性格膽小，但受二穗影響，有時會有果斷的行動。喜歡超自然現象與UMA等事物。
雖然許多事會找二穗幫忙，但唯有金錢方面的問題絕不拜託二穗，讓二穗很自豪。
攻擊屬性為射擊，武器為三叉戟，戰鬥服為板甲。
山吹楓（聲：藤野泰子）
高三生，生日是12月18日。
二穗的親戚。喜歡喝茶，對茶葉頗有研究。
對任何人都極為包容，鮮少見她動怒。
行事與穿著都過於老成，常被二穗說「一點都不像高中女孩」。
攻擊屬性為砲擊，武器為能射出光束的法杖，戰鬥服為魔女服。

### 第05小隊 Almond·Fomalhaut
以杏仁和北落師門命名。
遊戲第一章時並無出現，第二章裡作為Fifth Force的敵人登場，最後成為夥伴。戰鬥服為該成員母國的傳統服飾。
夏洛特·懷絲（Charlotte Weiss，聲：阿澄佳奈）
高三生，生日是8月4日。第5小隊的第1位成員。
暱稱是洛蒂（Lotti）。
歸國子女，而且是貨真價實的公主。在對話的語尾會加上「desu」，喜歡用帶有像是軍隊標準的方式來說話。
身高只有139.9cm，是屬於非常矮小的體型，而她也常常為了這件事情而被激怒。
攻擊屬性為爆擊，武器是手持一條鞭子，驅使爆擊機攻擊，戰鬥服為德式軍服。在隊伍中擔任隊長。
塔蒂亞娜·亞歷山德羅芙娜·克勞夫斯卡亞（聲：雨宮天）
中學生，生日是9月6日。圖書委員。第5小隊的第4位成員。
暱稱是塔妮亞（Tania）。
還不習慣日語，所以會把日文的「不要這樣」念成，而回答則會用母語（俄語）的「是（Да）」或「不是（Нет）」來回答。
非常聽夏洛特的話，覺得夏洛特很可愛。雖然平時會阻止妃翼或莫妮卡戲弄夏洛特，但有時也會因私心（想看夏洛特可愛的樣子）而不採取行動。
攻擊屬性為打擊，武器是赤手來打擊，戰鬥服為傳統俄羅斯服裝。
李妃翼（聲：小岩井小鳥）
高一生，生日是10月9日。第5小隊的第3位成員。
有時會以「妃翼醬」自稱。
數一數二的自戀狂，經常把可愛掛在嘴邊。
喜歡動歪腦筋，但也時常害到自己。
攻擊屬性為斬擊，武器是柳葉刀，戰鬥服為中國式旗袍。
莫妮卡·布魯阿希（Monica Blue ash，聲：壽美菜子）
高二生，生日是5月28日。第5小隊的最後一位成員。
純樸的鄉下女孩。行事作風較為隨性，但也伴隨著極強的運氣。
比起實際參與，更喜歡在一旁為他人加油打氣。
當小隊成員互相拌嘴時，莫妮卡都在一旁看戲。
喜歡拍照，時常讓隊員們穿上奇怪的衣服。
攻擊屬性為射擊，武器是左輪手槍，戰鬥服為西部牛仔服。
諾爾若恩·琵雅（Noël-Geaune Béart，聲：堀江由衣）
高二生，生日是3月30日。第5小隊的第2位成員。
是個大小姐。作為貴族，抱有極強的責任感。
是個機械白癡，也常說著已經不會有人使用的詞彙。
攻擊屬性為砲擊，武器是火繩槍，並以槍械形的方式作戰，戰鬥服為法式軍服。在隊伍中擔任副隊長。

### 第06小隊 Altair·Torte
以牛郎星和托爾特命名。其戰鬥服的設計是與現代服裝風格不同，屬於未來SF風格的裙裝緊身衣。
澄原里佳（澄原理香）（聲：日高里菜）
高二生，生日是4月6日。
本來是偵探的助手，現成為小隊成員。因此對情報收集極度精通。時常與第二小隊的亞子交換情報。
體型雖小胃口卻很大，最喜歡的食品是咖喱麵包，對餃子也有着狂熱的執着，並表示「美味的食物就是正義」，是個徹底的為食貓。
攻擊屬性為爆擊，武器為浮游炮，戰鬥服顏色為白色、水色加綠色。
夜木沼伊緒（聲：澤城美雪）
高二生，生日是12月28日。
成績優秀相貌端莊漂亮，作為日本女排代表運動神經也極度發達，堪稱各方面完美無瑕的少女。然而有戳到笑點會毫無節制地大笑、房間一團亂、比他人還挑食等，較可惜的一面。
與真名自小認識。
攻擊屬性為打擊，武器為拳套，戰鬥服顏色為紫色加黑色。
美山椿芽（聲：石原夏織）
高二生，生日是11月13日。
是嚴肅認真的隊長，卻每每受到其他人捉弄。得意技能是劍術，並擁有一定水平的段位，但卻煩惱著沒有其他像女孩子的技能。
與第二小隊的葉月感情很好，時常向同為小隊隊長的葉月請教問題，也時常一起看電視劇。
對熊貓的喜愛到了瘋狂的地步，在房間裏收集了各類熊貓周邊和寫真集。
攻擊屬性為斬擊，武器為刀，戰鬥服顏色為白色、紅色加粉紅色。
動畫版後段劇情，揭露椿芽跟摩根娜一樣，有著穿越不同時空和世界的能力；椿芽由未來穿越到現在，企圖改變隊友慘死和世界滅亡的厄運。
沙島悠水（聲：花澤香菜）
高二生，生日是6月26日。
性情開朗充滿活力，是學園內的氣氛製造者，擅長烹飪。最喜歡漫才和被吐槽等幽默的表現，每每倏忽做出引起周圍注意的舉措。
作為小隊成員非常憧憬隊長椿芽和萬能美少女伊緒，本人戰鬥能力也很高。
與第二小隊的涼子是好朋友。
攻擊屬性為射擊，武器是弓，戰鬥服顏色為水色、青色加綠色。
菜森真名（菜森真奈）（聲：小倉唯）
高二生，生日是8月23日。
習慣以自身的名字「真名」自稱，留着雙馬尾的可愛少女。從小時候便喜歡自造詞語使用，打招呼時會說「maho～」。
與伊緒自小相識，闊別後兩人如今再次相遇。
對伊緒有著超越友誼的情感。時常與第三小隊的真乃和 Others 的幸子一起玩遊戲。
攻擊屬性為砲擊，武器為光線槍，戰鬥服顏色為黃色、水色加橙色。

### 第07小隊 Chocolat·Mira
以巧克力和米拉變星命名。全員皆為學生會成員。戰鬥服為和式服裝風格。
千年夕依（聲：種田梨沙）
高一生，生日是5月12日。學生會的書記與點心提供（本人偏好後者的職位）。
與螢自小就是好友。父親是宮司。作為巫女修行，在家打掃神社境內。
和菓子的狂熱者，對於紅豆內餡，只承認「紅豆餡（粒あん）」，其他一律不認同。
是個很嚴重的路痴，自己知道但不認為有那麼嚴重，甚至常認為是其他人迷路。
攻擊屬性為爆擊，一手拿扇，一手投擲出人形紙偶，將其幻化為實物來進行攻擊。戰鬥服為巫女服。
賢宮螢（聲：福原香織）
高一生，生日是1月15日。學生會的會計。
在麵包店打工，與夕依自小就是好友。
喜歡看漫畫，自己也很喜歡畫漫畫，時常會有少女漫畫般的幻想。
時常接到其他人的委託，自己也很喜歡幫助人。
攻擊屬性為打擊，武器為有爪子的籠手，戰鬥服為忍者裝。
末葉葵（聲：瀨戶麻沙美）
高二生，生日是2月18日。學生會會長。
為前風紀委員長，行事果斷，行動力高，但不擅長談論與男性相關的話題，思想也較為一板一眼。
與栞為好友，非常信任栞，但也常被她戲弄。
家為劍道道場，為劍術「末葉神影流」的傳人。
攻擊屬性為斬擊，武器為兩把武士刀，戰鬥服為新選組隊士服的風格。
神無木栞（聲：戶松遥）
高二生，生日是9月28日。學生會副會長。
被稱為「五稜館的頭腦」。時常耍小心機，雖然無傷大雅但讓葵很頭疼。
為中二病患者，雖然平時沒有表現出來，但私底下和戰鬥時常會有中二病的表現。
小時候常在親戚的牧場騎馬，並為其愛馬取名「月詠（つくよみ）」，戰鬥時也時常與栞一起出現。
攻擊屬性是射擊，武器為和弓，戰鬥服為弓道服。
若月千夏（聲：伊藤美來）
中學生，生日是7月23日。學生會的書記見習生。
在小隊中是吉祥物般的存在，曾因自己在學生會都沒有實際作為而煩惱，但被葵以「妳的工作就是跟以前一樣笑著就好」說服。
喜歡落語，有參加高中部的落語研究社。夢想是成為煙火師傅。
攻擊屬性是砲擊，武器為能擊出煙火的大砲，戰鬥服為法被。

### 其他（Others）
摩根娜（聲：三石琴乃）
年齡未知，生日是2月28日。
田中幸子（聲：齋藤千和）
高二生，生日是3月22日。
降神紅羅（聲：三瓶由布子）
高二生，生日是12月2日。
降神三姐妹的長女。
降神小織（聲：照井春佳）
中學生，生日是4月20日。
降神三姐妹的三女。是個沉默寡言的少女。
降神陽奈（聲：朝井彩加）
高一生，生日是3月10日。
降神三姐妹的次女。
提耶菈老師（聲：淺川悠）
年齡未知，生日是9月19日。
時空管理官。以小田切由香子的身分進入五稜館學園擔任新任的實習老師，實際上祕密地挑選及培育能與妖魔對抗的學生。

### 其他角色
摩敘涅（聲：釘宮理惠）
摩根娜（聲：三石琴乃）

## 用語
妖魔
外觀為貌似女性的人形異種生物，存在於五次元時空與人類世界之間。有「偵查型」與「TYPE-R」等不同種類的存在。
舊式妖魔
急襲妖魔
五稜館學園
外表貌似一般的私立女子學園，實際上有著秘密挖掘及培育「Fifth Force」的重要設施。

## 出版書籍
學園少女突襲者 Novel Channel
輕小說版。
學園少女突襲者 Comic Channel
漫畫版，由桃山日生繪畫，主要描述原作中「Altair Torte」、「Procyon Pudding」及「Coconut Vega」等小隊的日常生活，劇情將採用漫畫原創內容。
| 集數 | 史克威爾艾尼克斯 | 史克威爾艾尼克斯       |
| 集數 | 發售日期         | ISBN                   |
| ---- | ---------------- | ---------------------- |
| 1    | 2015年3月20日    | ISBN 978-4-75-754588-5 |
| 2    | 2015年9月19日    | ISBN 978-4-75-754738-4 |
| 3    | 2016年3月22日    | ISBN 978-4-75-754939-5 |
| 4    | 2016年12月22日   | ISBN 978-4-75-755187-9 |
| 5    | 2017年1月27日    | ISBN 978-4-75-755219-7 |

## 電視動畫
《學園少女突襲者Animation Channel》（Schoolgirl Strikers Animation Channel）由J.C.STAFF製作，2017年1月開始播出。 

### 故事簡介
在近未來世界，一種名為「妖魔」的怪物正不斷侵略著世界。其中有一所位於市中心、擁有廣大校地及豐富設施的私立女子學園——五稜館學園，秘密培訓著守護世界安危的特殊部隊「Fifth Force」，這群由少女組成的戰鬥隊伍將帶來一齣充滿愛與勇氣的故事。

### 製作人員
- 監督：錦織博
- 系列構成：吉岡孝夫
- 劇本監修：石山貴也（SQUARE ENIX）
- 角色原案：小林元（SQUARE ENIX）
- 角色設計：田中雄一
- 設計監修：岡村礁（SQUARE ENIX）
- 音樂：鈴木光人×とくさしけんご
- 音樂製作：SQUARE ENIX
- 動畫製作：J.C.STAFF

### 主題曲
片頭曲「未来系突襲者（未来系ストライカーズ）」
作詞：hotaru，作曲：Tom-H@ck，編曲：Tom-H@ck&KanadeYUK，主唱：Altair·Torte〈美山椿芽（石原夏織）、澄原里佳（日高里菜）、夜木沼伊緒（澤城美雪）、沙島悠水（花澤香菜）、菜森真名（小倉唯）〉
片尾曲
作詞、作曲、編曲：Hige Driver，主唱：澄原里佳（日高里菜）、菜森真名（小倉唯）

### 各話列表
| 話數   | 日文標題 | 中文標題                 | 劇本     | 分鏡                       | 演出                | 作畫監督                                                                                                |
| ------ | -------- | ------------------------ | -------- | -------------------------- | ------------------- | --- |
| 第1話  |          | 出擊！Fifth Force        | 吉岡孝夫 | 錦織博                     | 錦織博              | 木本茂樹                                                                                                |
| 第2話  |          | 特訓！以及第一次勝利     | 吉岡孝夫 | 錦織博                     | 橋本敏一            | 冷水由紀繪、上田峰子 高橋沙妃、小淵陽介 前田百合子、山本雅章                                            |
| 第3話  |          | 結成！Altair·Torte       |          | 佐藤卓哉 篠原正寬 檜川信夫 | 篠原正寬            | 冷水由紀繪、長谷川真也 高橋沙妃、山口杏奈 奧田哲平、齋藤美香 前田義宏、蘭彥軍 、前田百合子              |
| 第4話  |          | 登場！傳說的美少女偵探   | 石山貴也 | 下田正美                   | 藤本義孝 錦織博     | 李東昱、黃仁喆 坂本哲也、佐藤嵩光 藤部生馬                                                              |
| 第5話  |          | 白熱化！小隊對抗戰       | 吉岡孝夫 | 萩原弘光 二瓶勇一          | 崎山早良            | 冷水由紀繪、長谷川真也 上田峰子、齋藤美香 前田義宏、蘭彥軍 、古木舞                                     |
| 第6話  |          | 突襲！SF大作戰           | 杉原研二 | 大畑清隆                   | 小野田雄亮          | 長谷川真也、藤井昌宏 冷水由紀繪、高橋沙妃 山本雅章、坂本哲也 藤部生馬                                   |
| 第7話  |          | 激戰！兩位強敵           | 吉岡孝夫 | 佐山聖子                   | 門田英彥            | 、長谷川真也 山口杏奈、冷水由紀繪 金澤龍、崔美子 Kim sung bum、Kwon yong sang                           |
| 第8話  |          | 對決！降神三姐妹         | 吉岡孝夫 | 橋本敏一                   | 橋本敏一            | 上田峰子、高橋沙妃 藤部生馬、前田義宏 長谷川真也、齋藤美香 冷水由紀繪、                                 |
| 第9話  |          | 青春！紅之決鬥           |          | 檜川信夫                   | 藏本穗高            | 冷水由紀繪、坂本哲也 、古木舞 長谷川真也、松元美季                                                      |
| 第10話 |          | 參上！孤獨的騎士         | 石山貴也 | 佐山聖子                   | 小野田雄亮 工藤利春 | 上田峰子、冷水由紀繪 長谷川真也、藤部生馬 前田義宏、佐藤嵩光                                            |
| 第11話 |          | 戰慄！大雪山看見未知生物 | 杉原研二 | 錦織博                     | 門田英彥            | 長谷川真也、冷水由紀繪 藤部生馬、高橋沙妃 金澤龍、李少雷 、佐藤嵩光 松元美季                            |
| 第12話 |          | 急轉直下！消失的三姐妹   | 吉岡孝夫 | 篠原正寬                   | 篠原正寬            | 冷水由紀繪、長谷川真也 上田峰子、藤部生馬 齋藤美香、前田義宏 坂本哲也、古木舞                           |
| 第13話 |          | 決戰！Fifth Force永恆    | 吉岡孝夫 | 錦織博 佐藤卓哉            | 錦織博              | 長谷川真也、冷水由紀繪 上田峰子、藤部生馬 富岡寬、高橋沙妃 金澤龍、 坂本哲也、佐藤嵩光 古木舞、松元美季 |

### BD/DVD
| 卷數 | 發售日期      | 收錄話數       | 規格編號   | 規格編號   |
| 卷數 | 發售日期      | 收錄話數       | BD         | DVD        |
| ---- | ------------- | -------------- | ---------- | ---------- |
| 1    | 2017年3月29日 | 第1話－第2話   | 1000640855 | 1000640867 |
| 2    | 2017年4月26日 | 第3話－第4話   | 1000640857 | 1000640868 |
| 3    | 2017年5月24日 | 第5話－第6話   | 1000640859 | 1000640874 |
| 4    | 2017年6月28日 | 第7話－第8話   | 1000640863 | 1000640876 |
| 5    | 2017年7月26日 | 第9話－第10話  | 1000640864 | 1000640877 |
| 6    | 2017年8月23日 | 第11話－第12話 | 1000640865 | 1000640878 |
| 7    | 2017年9月27日 | 第13話         | 1000640866 | 1000640879 |

## 外部連結
- 遊戲官方網站（页面存档备份，存于）SQUARE ENIX（日語）
- 電視動畫官方網站（页面存档备份，存于）（日語）